# Coupe de France masculine de handball à onze 1952-1953
Navigation
Coupe de France 1951-1952
La Coupe de France 1952-1953 ou Challenge Petit-Montgobert est la douzième et dernière édition de la Coupe de France masculine de handball à onze. En effet, ce format à 11 joueurs sur un terrain de football est peu à peu remplacé par son format à sept joueurs et d'ailleurs, faute de fonds suffisants, la Fédération française de handball a décidé que le Championnat de France à onze est supprimé, la Coupe de France est devenue de l'unique grande épreuve nationale de handball à onze.
La compétition est remportée pour la septième fois par le Villemomble Sports, vainqueur en finale du CSL Dijon. Grand favori, l'ASP Police est éliminé dès les quarts de finale par le Villemomble Sports qui les avait déjà battu en finale du Championnat de France à 7.

## Résultats

### Tour éliminatoire
Les résultats du tour éliminatoire sont :
- VGA St-Maur bat APSAP 10-3.
- Stade Marseillais UC bat CN Marseille 18-4.
- Univ. Aix-Marseille bat AS ACM 15-1.
- RC Lens bat Amiens Sports par forfait.
- C. de Billy-Montigny bat US Courcelloise 17-3.
- CSA Bourdeville bat AS Mantes 13-5.
- Stade Sottevillois bat AS Pompiers Rouen 17-5.
- FC Sochaux bat ASC Mulhouse 6-1
- Union Hagondange bat AS Mulhouse par forfait.
- SA Cerray bat FC Bichwiller 6-4.
- FC Mulhouse bat Strasbourgeoise par pénalité.
- Strasbourg EC bat RC Strasbourg 5-4.
- FC Metz bat USO Mulhouse 21-8.
- Stade bordelais UC bat ASPTT Bordeaux par forfait.
- Girondins de Bordeaux bat CA Béglais 9-2.
- ASPOM bat Stade niortais par forfait.
- Lyon OU bat ASUL Vaulx-en-Velin 6-2.
- CA St-Fons bat ES Gargan-Livry 13-6
- Éveil de Dijon bat Rhodia Club 7-7
  - Dijon qualifié pour avoir marqué le premier but
- CSL Dijon bat CSENP St-Etienne 12-0.
- US Vaulx-en-Velin bat ASPTT Dijon 7-6.
- Asnières Sports bat CO Pontlieue 16-S.
- Stella Sports bat US Finances par forfait.
- CA Paris-Nord bat CM Bourget 11-5.
- AS Aulnay bat AS Gaziers par forfait.
- HBC XIV bat US Perreux 10-6.
- AC Citroën bat AS Cheminots Est 6-3.
- CS Arcueil bat AS Arrighi 7-4.
- CSPSE bat ES Conflans 6-3.
- CM Aubervilliers bat ES Ivry 13-5.
- Paris UC bat AIGS Vincennes 10-2.
- ES Colombes bat SS Voltaire 11-7.
- AS Drancy bat SA Montrouge 16-2.
- Stade français bat US Palaiseau 18-1.
- US Ivry bat Vanves 14-0.
- CSM Livry-Gargan bat SNECMA Sports 6-4.
- ASO Bondy bat SCUF 8-1.
- CS Cheminots Paris bat ES Stains 12-2.
- ASPTT Paris bat Courbevoie sports 21-2.

### Trente-deuxièmes de finale
Les résultats des trente-deuxièmes de finale (l'équipe à domicile est suivie d'une étoile), disputés le dimanche 14 décembre 1952, sont, :
- ASO Bondy* b. Stade français 8-6
- UA Massilia b. Stade Marseillais UC* 11-8
- Lyon OU* b. AS Bron 11-2
- HBC Caladois b. CA St-Fons* 13-4 ou 12-4
- ASCEM Lyon b. Olympique de Marseille* 5-2
- CSL Dijon* b. USC Dijon 12-0 ou 12-2
- Eveil Dijon* b. US Vaulx-en-Velin 13-3
- FC Sochaux* b. Stella Saint-Maur 8-1
- FC Mulhouse* b. SR Cernay 6-5
- Strasbourg EC* bat Dombasle Sports 9-6
- CA Paris-Nord bat Union Hagondange* 9-7.
- ASPOM bat Girondins de Bordeaux* 7-3.
- CM Aubervilliers* b. Stade bordelais 10-8
- US Ivry* b. S. Sotteville par forfait ou 19-6
- FC Metz* b. ES Colombes 10-8 ou 10-6.
- RC Lens b. CS Paris Sud-Est* 27-3
- Carabiniers de Billy-Montigny* b. CSA Arcueil 19-2
- CS Cheminots Paris* b. Racing Club de France 10-7
- CSM Livry-Gargan* b. VGA Saint-Maur 15-7
- Paris UC* b. Asnières Sports 12-6
- Abbaye de Rouen  b. CA XIVe 11-10
- USM Gagny b. AC Citroën* 13-8
- AS Drancy b. AS Aulnay* 23-5
- Saint-Denis US b. ASPTT Paris* 6-2

### Seizièmes de finale
Les seizièmes de finale, prévus le 11 janvier 1953, marquent l'entrée en lice des quart de finalistes de l'année précédente : ASP Police, US Métro, CO Billancourt, ES Gargan-Livry, Villemomble Sports, Bordeaux EC, SPN Vernon et UST Hayange.
Le programme des matchs est, :
- CSL Dijon - HBC Caladois — Arbitre : M. Michelet (Dijon).
- US Ivry - CS Cheminots de Paris — Arbitre : M. Larue (Paris).
- ASCEM Lyon - Paris UC — Arbitre : M. Cristain (Lyon).
- Eveil de Dijon - ES Gargan-Livry — Arbitre : M. Beaulieu (Dijon).
- FC Metz - St-Denis US — Arbitre : M. Kippert (Nancy).
- FC Mulhouse - UST Hayange — Arbitre : M. Leibbrandt (Colmar).
- Strasbourg EC - Villemomble Sports — Arbitre : M. Marck (Colmar).
- AS Drancy - FC Sochaux — Arbitre : M. Delaitre (Paris).
- RC Lens - Abbaye de Rouen — Arbitre : M. Martinage (Paris).
- CSM Livry-Gargan - CO Billancourt —  Arbitre : M. Decosse (Paris).
- Carabiniers de Billy-Montigny - SPN Vernon — Arbitre : M. Godflam (Paris).
- USM Gagny - ASP Police — Arbitre : M. Capdevielle (Paris).
- CA Paris-Nord - US Métro — Arbitre : M. Malfray (Paris).
- ASO Bondy - CM Aubervilliers — Arbitre : M. Chignauguet (Paris).
- Lyon OU - Bordeaux EC — Arbitre — M. Branche (Lyon).
- ASPOM - UA Massillia — Arbitre : M. Paillou (Bordeaux).

Les premiers clubs nommés reçoivent sur leur terrain.
Les résultats de ces matchs et des autres rencontres ne sont pas connus. Du fait des tours suivants, le club qualifié est éventuellement indiqué en gras.

### Huitièmes de finale
En huitièmes de finale, on trouve les résultats suivants :
- Bordeaux EC b. Paris UC 8-6[7]

De plus, deux matches en retard ont eu lieu dimanche 8 février 1953, :
- à Dijon, le CSL Dijon bat l'UST Hayange par forfait ;
- le CSM Livry-Gargan défait le FC Sochaux 9-5 après prolongation.

Les autres matchs et résultats ne sont pas connus.

### Quarts de finale
Les quarts de finale opposent le dimanche 22 février 1953 cinq club parisiens et trois provinciaux sensiblement de même valeur, à part, bien entendu, l'ASP Police, de loin la meilleure équipe française cette année. Est-ce à dire que les policiers remporteront une facile victoire sur Villemomble, leur éternelle bête noire en Coupe ? Plus disputée apparaît la rencontre CSL Dijon-ES Gargan-Livry tandis qu'à Lens, les locaux recevront le CA Paris-Nord bien placé actuellement pour remporter le Championnat de Paris Honneur. Enfin le CSM Livry-Gargan, indiscutable favori, affrontera à Poitiers les étudiants bordelais, vainqueurs contestés du PTJC.
De grosses surprises ont été enregistrées aux quarts de finale de la Coupe de France
Tout d'abord l'élimination de l'ASP Police, considérée comme la meilleure équipe française, par Villemomble Sports (9-6) constitue l'événement du jour. De son côté le CSM Livry-Gargan connaissait la même mésaventure devant le Bordeaux EC (5-3). Enfin, très belle partie du CA Paris-Nord, qui s'est payé le luxe de battre chez eux les pourtant redoutables nordistes du RC Lens (8-5). Finalement, seul le CSL Dijon confirmait, non sans mal, les pronostics de L'Équipe aux dépens de l'ES Gargan-Livry (5-4):
- à Villemomble : Villemomble Sports b. ASP Police 9-6 ;
- à Poitiers : Bordeaux EC b. CSM Livry-Gargan 5-3 ;
- à Lens : CA Paris-Nord b. RC Lens 8-5 ;
- à Dijon : CSL Dijon b. ES Gargan-Livry 5-4.

### Demi-finales
Le programme des demi-finales, disputées le dimanche 29 mars 1953, est :
- à Asnières, stade municipal « Léo-Lagrange », à 16h00 : Villemomble Sports-CA Paris-Nord.
- à Ivry, stade Clerville, à 15h30 : Bordeaux EC-CSL Dijon.

Selon L'Équipe,, si Villemomble Sports dans sa forme actuelle fait figure de grand favori, sa tâche face à la solide équipe du CA Paris-Nord sera, malgré tout, loin d'être aisée. De son côté, le CSL Dijon, autre grande formation française, se heurtera au Bordeaux EC, l'épouvantail de cette épreuve. Si ce match s'annonce plus ouvert que le premier, nous pensons que le métier des Dijonnais prévaudra finalement sur la fougue des étudiants bordelais bien emmenés par Desbos.
Aucune surprise n'a été enregistrée en demi-finale. Face au CA Paris-Nord, le Villemomble Sports s'impose 15-12 (6-6) mais sans jamais donner l'impression d'évoluer en grande équipe. On peut expliquer cette piètre sortie en trois points : 
1. la trop grande confiance des banlieusards ;
2. l'ardeur magnifique des équipiers de Nathié, surtout en première mi-temps ;
3. la carence totale de Motta dans les buts. On se demande même ce qu'auraient fait les hommes de Hoinant sans Chastanier, auteur de sept buts.

Quant au CSL Dijon, sa victoire 5 à 4 s'est dessinée grâce à une bonne première mi-temps (5-2), les étudiants du Bordeaux EC n'étant pas parvenu à marquer le cinquième but égalisateur lors du dernier quart d'heure du match. Là encore, le jeu fut de moyenne qualité.

### Finale
La finale a vu le Villemomble Sports, bien emmenée par son capitaine Marcel Gaudion et Maurice Chastanier, s'imposer 10 buts à 6 (4-3) face au CSL Dijon,. Dijon réalise un meilleur départ et mène 3-0. Mais Villemomble marque cinq fois entre la 27e et la 33e minute et prend alors un avantage décisif.
- Date : 12 avril 1953 à 15h15[17]
- Lieu : Parc des sports de Dijon, terrain excellent.
- Conditions : beau temps, léger vent
- Recette : 105 000 FRF (2 690,1 EUR2023) pour 700 spectateurs.
- Bon arbitrage de M. Tschanz, du Comité de Paris.
- Buteurs pour Villemomble : Maurice Chastanier (20e, 28e, 40e, 42e et 53e minutes), Sannier (27e), Gattineau (30e), Bottari (32e et 33e), Giboury (57e).
- Buteurs pour Dijon : Bernard Perrodin (7e, 18e, 37e), Jean Lasnier (14e, 46e), Bernard Santona (36e).